# STS-99
STS-99 foi uma missão da NASA realizada pelo ônibus espacial Endeavour, lançado em 11 de fevereiro de 2000.

## Tripulação
| Posição                  | Astronauta     |
| ------------------------ | -------------- |
| Comandante               | Kevin Kregel   |
| Piloto                   | Dominic Gorie  |
| Especialista de missão 1 | Janet Kavandi  |
| Especialista de missão 2 | Janice Voss    |
| Especialista de missão 3 | Mamoru Mohri   |
| Especialista de missão 4 | Gerhard Thiele |

## Parâmetros da missão
- Massa:  116.376 kg de carga
- Perigeu: 224 km
- Apogeu: 242 km
- Inclinação: 57.0°
- Periodo: 89.2 min